# Phthorimaea exacta
Phthorimaea exacta es una especie de  lepidóptero de la familia Gelechiidae. Fue descrita por Edward Meyrick en 1917.

## Descripción
Su envergadura es de entre 11 y 12 mm.